# Albert Galaburda
Albert Galaburda (Santiago del Cile, 20 luglio 1948) è un neurologo cileno naturalizzato statunitense.
Si è laureato nel 1971 alla School of Medicine dell'Università di Boston. In seguito è stato professore di neurologia alla Medical School dell'Università di Harvard. Ha pubblicato numerosi articoli scientifici nel campo della neurologia cognitiva, in particolare sulle disabilità nell'apprendimento.
Assieme a Norman Geschwind, negli anni '80 ha proposto l'ipotesi Geschwind-Galaburda, una teoria neurologica che mette in relazione le abilità cognitive dei due sessi con le caratteristiche immunologiche e con la lateralizzazione delle funzioni cerebrali. È stato tra i primi ad individuare le cause biologiche della dislessia.

## Riconoscimenti
Nel 2017 ha ricevuto l'Einstein Award della Dyslexia Foundation, attribuito dalla Harvard Medical School a ricercatori che hanno dato significativi contributi alla comprensione della dislessia, migliorando in tal modo la vita delle persone con tale disabilità.
Altri riconoscimenti sono stati il Pattison Prize in Neuroscience, Scienziato dell'Anno dalla "Association for Children with Learning Disabilities", il Neuronal Plasticity Prize dalla IPSEN Foundation of France, e il Lifetime Achievement Award in Behavioral Neurology dalla  American Academy of Neurology.